# Saint-Amour (película)
Saint-Amour es una película franco-belga de comedia dirigida por Benoît Delépine y Gustave de Kervern.

## Sinopsis
La historia de un padre y un hijo, agricultores, cuyas relaciones son conflictivas. En un intento de forjar una nueva relación, se van de la ruta del vino, con un taxi parisino, cruzando la salida de la Feria Agrícola.

## Reparto
- Gérard Depardieu[2]
- Benoît Poelvoorde[3]
- Céline Sallette como Venus.
- Vincent Lacoste como Mike.
- Chiara Mastroianni
- Ana Girardot
- Andréa Ferréol
- Michel Houellebecq
- Izïa Higelin
- Gustave Kervern
- Ovidie como el Agente de bienes raíces.
- Solène Rigot
- Xavier Mathieu
- Yvonne Gradelet